# Gustavo Garmendia
Teniente coronel Gustavo Adolfo Garmendia Villafaña fue un militar mexicano que participó en la Revolución mexicana. Nació en la ciudad de Oaxaca el 24 de julio de 1881, siendo hijo de Demetrio Garmendia Barrosa y de Delfina Villafañe Bolaños. Estudió en el Heroico Colegio Militar y se tituló de Ingeniero. En 1913, era oficial del Estado Mayor de Francisco I. Madero; mató al teniente coronel Teodoro Jiménez Riveroll y al mayor Pedro Izquierdo durante la aprehensión del presidente Madero en el Palacio Nacional, el 9 de febrero del mismo año. Al estallar la Decena Trágica fue nombrado Inspector general de Policía de la Ciudad de México. Durante 1912, había sido Diputado Suplente por el distrito de Texcoco, Estado de México, en la XXVI Legislatura. Después del cuartelazo de Victoriano Huerta se afilió al constitucionalismo. Murió desangrado por una herida en la pierna en la Toma de Culiacán, Sinaloa, el 12 de noviembre de 1913 a las órdenes de Álvaro Obregón. A finales de 1917, el presidente Venustiano Carranza ordenó que sus restos fueran trasladados a la Ciudad de México, siendo depositados en el Panteón Francés.